# 도미니크 기진
도미니크 기진(독일어: Dominique Gisin, 1985년 6월 4일 ~ )은 스위스의 은퇴한 알파인 스키 선수이다. 2014년 2월 12일에 열린 2014년 소치 동계 올림픽 여자 알파인 스키 활강 결승에서 1:41.57를 기록해 금메달을 획득했다. 이 경기에서 슬로베니아의 티나 마제도 같은 시간을 기록해 공동 금메달을 수상했다.

## 올림픽
| 년도 | 대회일   | 장소        | 종목            | 결과          | 메달 |
| ---- | -------- | ----------- | --------------- | ------------- | ---- |
| 2014 | 2월 12일 | 러시아 소치 | 알파인스키 활강 | 1위 (1:41.57) |      |